# Wolfson College (Cambridge)

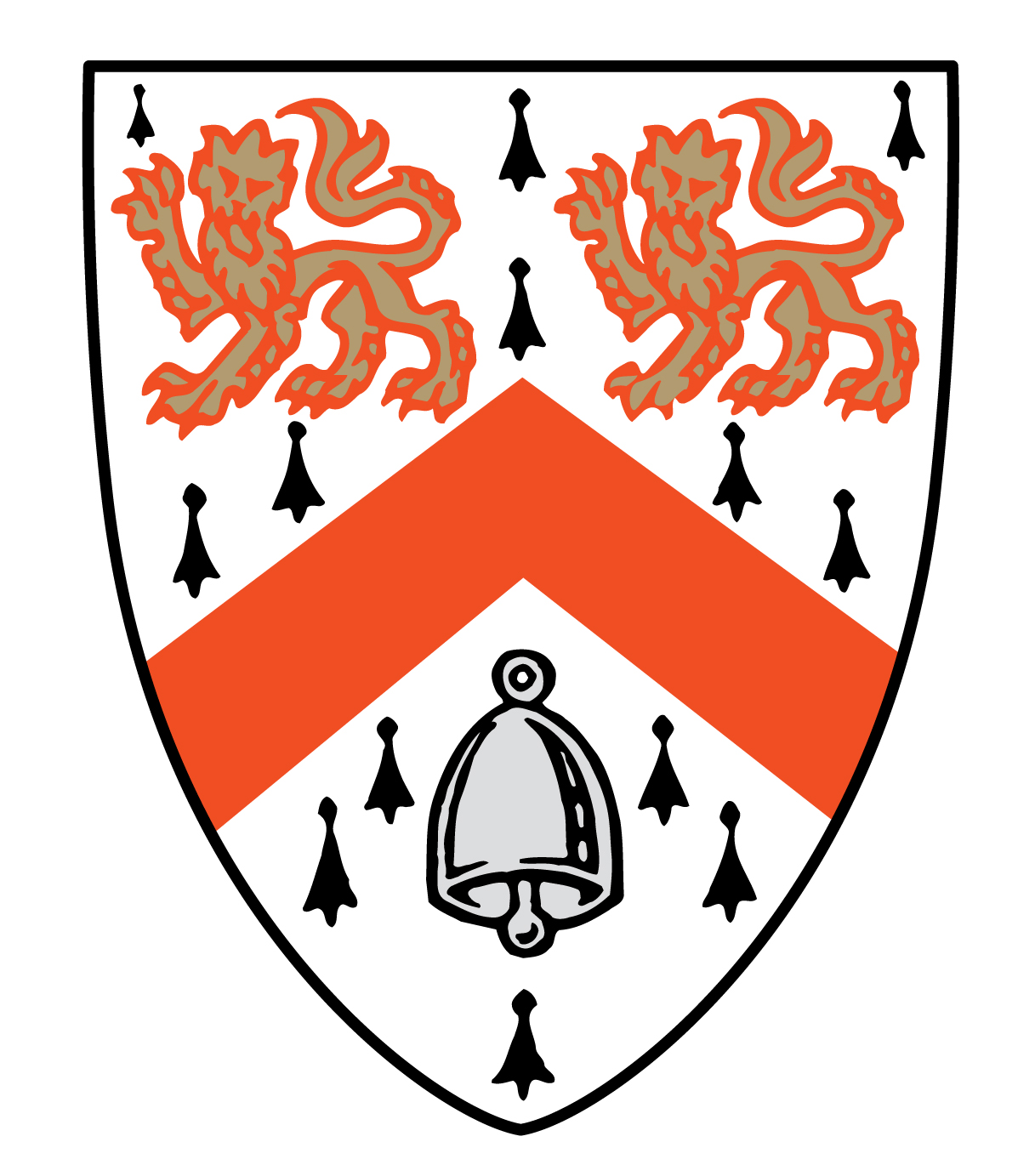
Brasão de armas do Wolfson College

Wolfson College ([ˈwʊlfsən]) é uma faculdade constitutiva da Universidade de Cambridge, em Cambridge, Inglaterra. A maioria dos alunos da faculdade é pós-graduada. A faculdade também admite alunos de graduação "maduros" (a partir de 21 anos), com cerca de 15% dos alunos cursando graduação na universidade. A faculdade foi fundada em 1965 como "University College", mas foi fundada novamente como Wolfson College em 1973 em reconhecimento à doação da Fundação Wolfson. Wolfson está localizada a sudoeste do centro da cidade de Cambridge, perto da Biblioteca da Universidade.
Como uma das faculdades mais modernas de Cambridge, Wolfson não segue todas as tradições de algumas das faculdades mais antigas da universidade. Por exemplo, desde a fundação do colégio, nenhuma "Mesa Principal" foi reservada para Fellows em jantares no Formal Hall; alunos e fellows se misturam e jantam juntos, e a tradição de usar batas acadêmicas nessas ocasiões é incentivada, mas não obrigatória. Fellows e alunos da faculdade têm acesso a todas as instalações. Com alunos de mais de 70 países, Wolfson afirma ser uma das faculdades mais cosmopolitas de Cambridge. Foi a primeira faculdade da universidade a admitir homens e mulheres como alunos e bolsistas.
A atual presidente do Wolfson College é o cientista Ijeoma Uchegbu.

## História
Após a Segunda Guerra Mundial, o número de graduados de outras universidades que foram para Cambridge fazer pesquisas aumentou significativamente. A universidade, portanto, decidiu fundar o University College em 1965 para ajudar a acomodar esses alunos. A faculdade era sediada em Bredon House, uma propriedade construída no início do século XX por John Stanley Gardiner, que foi professor de zoologia na universidade de 1909 a 1937. Ele doou a casa, com seu longo e estreito jardim que vai de Barton Road a Selwyn Gardens, para a universidade após sua morte em 1946. O colégio então comprou mais uma propriedade em sua fronteira oriental.
A University College foi inaugurada em 30 de junho de 1965 como uma faculdade para estudantes de pós-graduação, com o classicista John Sinclair Morrison como seu primeiro presidente. Na época, todas as faculdades de graduação da universidade eram instituições do mesmo sexo e a University College foi a primeira na universidade a admitir homens e mulheres como alunos e fellows. A faculdade, desde o início, se propôs a ser uma instituição cosmopolita e igualitária com diferenças distintas das faculdades mais antigas e tradicionais de Cambridge, sem Sala de Combinação Sênior, sem "Mesa Principal" reservada para Fellows em jantares formais na faculdade e sem retratos pendurados no refeitório.
A escritura de fundação da faculdade exigia que ela encontrasse uma dotação dentro de 10 anos ou enfrentasse a dissolução. Em 1972, a Fundação Wolfson concordou em fornecer uma doação de capital e ajudar a financiar a construção de edifícios centrais ao redor da Bredon House e das quadras leste e oeste da faculdade. Em reconhecimento a isso, a faculdade foi renomeada para Wolfson College em 1° de janeiro de 1973.
Os novos edifícios (projetados pelo arquiteto Michael Mennim) foram inaugurados pela Rainha Elizabeth II e pelo Duque de Edimburgo em 1977. Embora a maioria dos edifícios da faculdade sejam modernos, o design do campus é semelhante ao das faculdades mais antigas da universidade, com edifícios agrupados em torno de duas quadras principais. O piso do hall de entrada do edifício principal é feito de finas fatias de granito retiradas da velha Ponte de Londres (a seção principal da qual foi levada para o Arizona para ser reconstruída no final dos anos 1960).

## Vida estudantil
A faculdade é conhecida por seus eventos de entretenimento e apresentações, que atraem visitantes de muitas outras faculdades da universidade de Cambridge. Essas atividades incluem jantares formais, concertos, noites de dança e apresentações musicais.
O Club Room, no coração do colégio, inclui o bar do colégio e uma pista de dança, e funciona  um café durante o dia. É o principal espaço comum para estudantes e é o local de muitos eventos de entretenimento.

## Pessoas associadas a Wolfson

### Ex-alunos notáveis
| Nome                   | Nascimento | Morte | Carreira |
| ---------------------- | ---------- | ----- | --- |
| Dame Sara Thornton     | 1962       |       | Ex-presidente do Conselho Nacional de Chefes de Polícia e chefe da Polícia do Vale do Tamisa, agora comissário antiescravagista |
| Laura Sandys CBE       | 1964       |       | Ex-deputado conservador de Thanet South (2010-15) e presidente do European Movement UK, presidente da Energy Data Taskforce. |
| Rupiah Banda           | 1937       |       | Presidente da Zâmbia |
| Frederick Kayanja      | 1938       |       | Médico e acadêmico da Uganda |
| Song Sang-Hyun         | 1941       |       | Presidente do Tribunal Penal Internacional |
| Ruth Dudley Edwards    | 1944       |       | Historiador e biógrafo irlandês |
| Shahid Aziz Siddiqi    | 1945       |       | Vice-Chanceler da Universidade Médica Ziauddin e ex-Secretário Federal do Governo do Paquistão |
| Matthew Fisher         | 1946       |       | Compositor inglês, Procol Harum |
| Ken Yeang              | 1948       |       | Arquiteto de arranha-céu da Malásia |
| Cristina Bicchieri     | 1950       |       | Filósofo e SJP Professor de Pensamento Social e Ética Comparada de Harvie no Departamento de Filosofia da Universidade da Pensilvânia |
| Conor Gearty           | 1957       |       | Professor de Direito dos Direitos Humanos na London School of Economics, Diretor do Instituto de Relações Públicas e ex-Diretor do Centro para o Estudo dos Direitos Humanos |
| Susan Kiefel           | 1954       |       | Chefe de Justiça do Supremo Tribunal da Austrália |
| Carrie Lam             | 1957       |       | Chefe do Executivo de Hong Kong. Recebeu uma bolsa honorária em 2017, mas renunciou em 2020 depois que a faculdade levantou preocupações sobre seu compromisso com a proteção dos direitos humanos e a liberdade de expressão ao lidar com os protestos de 2019 em Hong Kong. (Relações de ex-alunos rompidas em 16 de agosto de 2020) |
| Tharman Shanmugaratnam | 1957       |       | Vice-primeiro-ministro de Cingapura |
| Andrew Tyrie           | 1957       |       | Membro da Câmara dos Lordes, ex-membro conservador do Parlamento por Chichester 1997-2017 |
| Sabiha Sumar           | 1961       |       | Cineasta paquistanês |
| Letsie III do Lesoto   | 1963       |       | Rei do lesotho |
| Zhang Xin              | 1965       |       | Magnata dos negócios chinesa e sétima mulher mais rica do mundo |
| Einat Wilf             | 1970       |       | Política israelense |
| Laura Spence           | 1982       |       | Médica, conhecida pelo Caso Laura Spence a respeito de sua rejeição inicial do Magdalen College, Oxford. |
| Milo Yiannopoulos      | 1984       |       | Ativista de extrema-direita, não se formou e foi forçado a sair |
| Eric Monkman           | 1987       |       | Finalista do University Challenge e capitão da equipe |